# Nekrolog 1920
Nekrolog
◄◄
| ◄
| 1916
| 1917
| 1918
| 1919
| 1920 | 1921 | 1922 | 1923 | 1924 | ► | ►►
1. Quartal |
2. Quartal |
3. Quartal |
4. Quartal 
Weitere Ereignisse | Allgemeiner Nekrolog 1920
Die Beschreibung der verstorbenen Person sollte so kurz wie möglich gehalten sein und nur deren signifikante Tätigkeit(en) enthalten.
Neue Namen ggf. auch unter dem Geburts- und Sterbedatum, also etwa unter 1. Januar und im Geburts- und Sterbejahr (2024) eintragen (nur bei entsprechender großer Wichtigkeit). Für Beispiele siehe die schon vorhandenen Artikel.
Außerdem über die fünf zuletzt Verstorbenen, zu denen es einen ausreichend guten Artikel für eine Präsentation auf der Hauptseite gibt, nach der todesbedingten Überarbeitung der Artikel ggf. auch unter Wikipedia Diskussion:Hauptseite informieren und sie am besten auch in den anderen Wikipedia-Sprachversionen eintragen. Tipp: Regelmäßig bei news.google.de nach „ist tot“, „gestorben“ oder „verstorben“ suchen.
Wenn eine Person gestorben ist, gibt es viele Seiten zu dieser Person in der Wikipedia, die davon auch betroffen sind und entsprechend aktualisiert werden müssen. Beispiele: Namenübersichtsseite, Geburtsjahr, Geburtsort-Seiten und viele mehr.
Wie finde ich die betroffenen Seiten?
Im Suchfeld auf der linken Seite gibt man den Suchbegriff so ein: „Vorname Nachname“. Dann klickt man auf Volltext und alle Seiten mit entsprechendem Suchtext werden aufgerufen. Hier sieht man dann schnell, wo auch das Todesjahr Sinn macht oder sogar ein Teil des Artikels angepasst werden muss. Auch hilft das „Werkzeug“ auf der linken Seite sehr gut, um solche Seiten aufzufinden: „Links auf diese Seite“. Somit ist die Wikipedia wieder aktuell in allen Bereichen! Hinweis: bei Eintragung der Kategorie „Gestorben JAHR“ wird der Missbrauchsfilter 49 ausgelöst, was jedoch nicht schlimm ist. Siehe: Spezial:Missbrauchsfilter/49
Dies ist eine Liste von im Jahr 1920 verstorbenen bekannten Persönlichkeiten. Die Einträge erfolgen innerhalb der einzelnen Daten alphabetisch sortiert. Tiere sind im Nekrolog für Tiere zu finden.
Die Liste ist nach Quartalen aufgeteilt:
- Nekrolog 1. Quartal 1920: Januar, Februar und März
- Nekrolog 2. Quartal 1920: April, Mai und Juni
- Nekrolog 3. Quartal 1920: Juli, August und September
- Nekrolog 4. Quartal 1920: Oktober, November und Dezember

## Datum unbekannt
| Name                                | Beruf, bekannt als                                                                       |
| ----------------------------------- | ---------------------------------------------------------------------------------------- |
| Helena Achmatowiczowa               | polnische Komponistin                                                                    |
| Albert Becké                        | deutscher Architekt und Eisenbahndirektor                                                |
| George W. Bellamy                   | US-amerikanischer Politiker                                                              |
| Emmanuel Bénézit                    | französischer Kunsthändler und kunsthistorischer Lexikograf                              |
| Guillaume Berggren                  | schwedischer Fotograf                                                                    |
| Alwin Boldt                         | deutscher Radsportler                                                                    |
| François Borne                      | französischer Flötist und Komponist                                                      |
| Rudolf Braesicke                    | deutscher Gutsbesitzer und Politiker                                                     |
| August Bünte                        | deutscher Dirigent, Komponist und königlich-preußischer Musikdirektor                    |
| Reinhardt Cabano                    | Theaterschauspieler und -regisseur                                                       |
| Georg Carl                          | deutscher Theaterschauspieler                                                            |
| Augustus Carney                     | US-amerikanischer Schauspieler                                                           |
| José Barbosa de Castro              | portugiesischer Jurist                                                                   |
| William R. Crabtree                 | US-amerikanischer Politiker                                                              |
| Bithia Mary Croker                  | irische Schriftstellerin                                                                 |
| Herbert James Draper                | englischer Maler                                                                         |
| Max Dresel                          | deutscher Papierfabrikant                                                                |
| Gottlieb Eckert                     | deutscher Kommunalpolitiker                                                              |
| Charles Edenshaw                    | Häuptling der Haida und Schnitzkünstler                                                  |
| Gustav Feddeler                     | deutscher Pädagoge, Schulrektor, Museumsleiter, Heimatforscher, Schul- und Sachbuchautor |
| Matwei Wassiljewitsch Golowinski    | russisch-französischer Autor und Journalist                                              |
| Albert Halley                       | deutscher Verwaltungs- und Ministerialbeamter                                            |
| Otto Heyn                           | Amtsrichter in Altona und Währungstheoretiker                                            |
| Otto Hofherr                        | deutscher Fußballspieler                                                                 |
| Salvador Ibáñez                     | spanischer Gitarrenbauer                                                                 |
| Pjotr Artemjewitsch Jewtifejew      | russischer Schachspieler                                                                 |
| Imdad Khan                          | indischer Sitar- und Surbaharspieler, Sänger und Komponist                               |
| Flaviano Khoury                     | syrischer Erzbischof                                                                     |
| Julius Klaus                        | Schweizer Ingenieur, Industrieller und Rassenhygieniker                                  |
| Bogomir Korsow                      | russischer Opernsänger (Bariton)                                                         |
| Hermann Krause                      | deutscher Richter, MdHdA                                                                 |
| Rosa Le Seur                        | deutsche Theaterschauspielerin und Sängerin (Sopran)                                     |
| Paul Lecomte                        | französischer Maler                                                                      |
| Alexander Lucas                     | deutscher Jurist, Industrieller und Parlamentarier                                       |
| Andrés Madariaga                    | chilenischer Maler                                                                       |
| Robert Meyerheim                    | deutscher Landschafts-, Genre- und Miniaturmaler der Düsseldorfer Schule                 |
| Wladimir Milkowicz                  | galizischer Geschichtsforscher                                                           |
| Musa Kâzim Efendi                   | osmanischer Geistlicher                                                                  |
| Henri Negresco                      | französischer Hotelbesitzer                                                              |
| Thorsten Nordenfelt                 | schwedischer Waffenkonstrukteur und Geschäftsmann                                        |
| John Charles Olmsted                | US-amerikanischer Landschaftsarchitekt                                                   |
| Giorgos Papasideris                 | griechischer Leichtathlet und Gewichtheber                                               |
| Resid Akif Pascha                   | osmanisch-türkischer Autor und Politiker                                                 |
| Salih asch-Scharif at-Tunisi        | tunesischer islamischer Gelehrter und Nationalist                                        |
| Jewgenija Michailowna Schachowskaja | russische Flugpionierin                                                                  |
| Julius Paul Schmidt-Felling         | deutscher Bildhauer                                                                      |
| Paul Schwandt                       | deutscher Fliegerpilot                                                                   |
| Olga Wassiljewna Smirnitskaja       | russische Musikerin                                                                      |
| Tāhir al-Dschazā'irī                | islamischer Reformer und Hadith-Gelehrter                                                |
| Luigi Torchi                        | italienischer Musikwissenschaftler                                                       |
| Max von Weddig                      | preußischer Generalmajor                                                                 |
| Caleb T. Winchester                 | US-amerikanischer Literaturwissenschaftler                                               |
| Alfred Zweifel                      | Schweizer Unternehmer und Konsul                                                         |